# Yrjönkatu Svømmehal
Yrjönkatu Svømmehal (finsk: Yrjönkadun uimahalli; svensk: Georgsgatans simhall) er den ældste offentlige svømmehal i Finland. Den blev indviet 4. juni 1928. Svømmehallen ligger i Helsinki-bydelen Kamppi (svensk: Kampen) på Yrjönkatu 21 (svensk: Georgsgatan).
Svømmehallen er tegnet af Väinö Vähäkallio i 1900-tallets nyklassicistiske stil. Hans inspirationskilde var Centralbadet i Stockholm. Svømmehallen var oprindeligt privatejet, men overgik til Finlands Idrætsforbund i 1954 og byen Helsinki i 1967. Hallen blev renoveret i perioden 1997-99.
Yrjönkatu Svømmehal huser en pool, flere saunaer og en café. Det var oprindeligt forbudt at have badetøj på, men siden 2001 har det været valgfrit. Mænd og kvinder har dog fortsat badetid hver for sig. I 2013 udskiftede svømmehallen sin oprindelige røgsauna fra 1928 med en ny, fordi røgen fra den gamle havde gjort stor skade på den nærliggende Forum-bygning. Den nye saunaovn er med 2,8 meters højde en af de største saunaovne i Finland.